# Larsens syndrom
Larsens syndrom är ett ovanligt, medfött missbildningssyndrom som drabbar de stora lederna, händer, fötter och ansikte. I Sverige föds 10-20 barn årligen som diagnostiseras  med Larsens syndrom, men det antas vara en underrapportering. Det finns olika ärftliga varianter av mutationer som orsakar syndromet, varav en del ärvs autosomalt dominant och andra autosomalt recessivt. Syndromet är uppkallat efter Loren Larsen som beskrev det på 1950-talet. Larsens syndrom tillhör en grupp sjukdomar som kallas FLNB-relaterade sjukdomar, och räknas som en av de mildare varianterna av dessa.

## Symtom
Syndromets svårighetsgrad varierar, även bland drabbade i samma familj. Diagnos kan ibland ställas direkt vid födseln, då barnets leder har vridits ur led (dislokation eller luxation). Oftast är höftlederna och knäna drabbade, därefter armbågar. Det stora flertalet har klumpfot och så kallad hypermobilitet, det vill säga att lederna är överrörliga vilket orsakar urledvridningen. Några föds med gomspalt, extra ben i handleder och vrister, och korta tummar med ovanlig form på fingertoppen. Personer med Larsens syndrom har typiskt vissa gemensamma ansiktsdrag, såsom brett avstånd mellan ögonen (hypertelorism), platt näsrot, och utskjutande panna. De flesta är kortare än genomsnittet i vuxen ålder. Lillfingret kan vara krokigt, ryggen sned (skolios),  och bröstbenet utskjutande (kycklingbröst) eller inåtbuktande (trattbröst). Ögonhålorna kan vara grunda vilket då yttrar sig i utstående ögon, och avståndet mellan näsa och mun kan vara längre än vanligt.
Några har påverkan på andningsorganen, med ett tillstånd som kallas trakeomalaci. Svåra fall av vissa mutationer kan dessutom ha påverkan på centrala nervsystemet, med inlärningssvårigheter och utvecklingsstörning, hjärtfel, och svår andningspåverkan.

## Orsaker
Larsens syndrom beror vanligen på en ärftlig mutation på FLNB som finns på kromosom 3 (3p21-p14). Den varianten orsakar förändringar i bildningen av proteinet filamin B som förekommer i hela kroppen. Mutationer här leder till de flesta fallen av den autosomalt dominanta formen av syndromet. Det är inte känt vad som orsakar den autosomalt recessiva formen. Olika slag av mosaicism kan möjligen ligga bakom, vilket leder till att föräldrar kan vara lindrigare drabbade (och syndromet därmed kan vara oupptäckt) på grund av somatisk mosaicism, medan barnen av samma mutation kan drabbas allvarligare.

## Prevalens
I Sverige föds 10-20 barn med syndromet årligen, men uppskattas drabba 1 av 100 000 individer. Det drabbar båda könen lika.